# Ноненхорн
Ноненхорн (њем. Nonnenhorn) општина је у њемачкој савезној држави Баварска. Једно је од 19 општинских средишта округа Линдау (Бодензе). Према процјени из 2010. у општини је живјело 1.638 становника. Посједује регионалну шифру (AGS) 9776120.

## Географски и демографски подаци
Ноненхорн се налази у савезној држави Баварска у округу Линдау (Бодензе). Општина се налази на надморској висини од 404 метра. Површина општине износи 2,0 km². У самом мјесту је, према процјени из 2010. године, живјело 1.638 становника. Просјечна густина становништва износи 831 становника/km².